# Wodzisław Śląski
Wodzisław Śląski (régi német nevén: Loslau) járási jogú város Lengyelország Sziléziai vajdaságának déli részén. 1975–1998 között a Katowicei vajdasághoz tartozott. Az egyik legfiatalabb lengyel város.

## Történelem
1327-ben a Csehország része lesz. A 15. században a husziták lerombolták a várost. 1526-ban a Habsburg Birodalom része lett.
1740-ben a sziléziai háború során Poroszország szerezte meg.
1918-ban Lengyelország része lett, majd a németek 1939-ben elfoglalták. 1945-ben a Vörös Hadsereg elfoglalta és ismét Lengyelország része lett.

## Városrészek
- Jedłownik Osiedle
- Jedłownik-Turzyczka-Karkoszka
- Kokoszyce
- Nowe Miasto
- Osiedla XXX-lecia – Piastów – Dąbrówki
- Radlin II
- Stare Miasto
- Wilchwy
- Zawada

## Kultúra

### Könyvtárak
- Miejska Biblioteka Publiczna

### Mozik
- Kino Pegaz

### Múzeumok
- Muzeum Miejskie - Wodzisław Śl. Kubsza 2

## Sport
- Odra Wodzisław